# О, что за ночь (фильм)
«О, что за ночь» (англ. Oh What A Night) — кинофильм. Фильм так же известен под названием «Всю ночь напролёт».

## Сюжет
В небольшом канадском городке двое парней начинают познавать мир женщин, пользуясь советами владельца местного магазина и гаража. Один из парней пытается произвести впечатление на девушку с помощью машин своего отца, в то время как другой серьёзно заинтересован в более зрелой женщине. Между тем родители увлечены своими взрослыми проблемами. И одна ночь меняет всё.

## В ролях
- Кори Хэйм — Эрик
- Барбара Уильямс — Вера
- Кир Дулли — Торвальд
- Женевьев Бюжо — Ева
- Эндрю Миллер — Дональд
- Кирстен Кифери — Бетти
- Робби Колтрейн — Тодд

## Награды и номинации
Полный перечень наград и номинаций — на сайте IMDB.
| Премия | Категория                         | Имя            | Результат |
| ------ | --------------------------------- | -------------- | --------- |
| Джини  | Лучшая мужская роль второго плана | Робби Колтрейн | Номинация |
| Джини  | Лучшая мужская роль второго плана | Эндрю Миллер   | Номинация |